# María Quintanal
María Quintanal Zubizarreta (ur. 17 grudnia 1969 w Bilbao) – hiszpańska strzelczyni sportowa, srebrna medalistka olimpijska z Aten.
Specjalizuje się w trapie i trapie podwójnym. Zawody w 2004 były jej drugimi igrzyskami olimpijskimi, debiutowała w 1996. Zajęła 2. miejsce w trapie, pokonała ją jedynie Australijka Suzy Balogh. W podwójnym trapie była indywidualną mistrzynią świata w 2003. W trapie zdobywała medale mistrzostw świata w drużynie: srebro w 1989 i 2002, brąz w 2003. Była mistrzynią Europy w trapie w 2002 i 2003 oraz w podwójnym trapie w 2003.